# Museet för Mellanösternkonst
Museet för Mellanösternkonst (armeniska: Միջին Արևելքի արվեստի թանգարան: Midzjin Arevelki arvesti tangaran) är ett konstmuseum i Armeniens huvudstad Jerevan. Museet öppnade 1993 och är baserat på en konstsamling som donerats till den armeniska staten av den iransk-armeniske målaren och samlaren Marcos Grigorian (1925–2007), i åminnelse av dottern, skådespelaren Sabrina Grigorian (1956–1986). Konstsamlingen visas i Tjarents litteratur- och konstmuseum.
Museet har ungefär 2.600 föremål, inklusive verk av bland andra Marcos Grigorian och verk från olika länder i Främre Orienten. 